# Provincias de Angola
Las provincias de Angola (en portugués: província) son las subdivisiones administrativas de primer nivel del país. Un total de veintiún provincias están organizadas en el territorio angoleño, cada provincia está dividida en partes más pequeñas que son los municipios, que suman 164. Los municipios se pueden subdividir en partes aún más pequeñas llamadas comunas. Hay 518 comunas en toda Angola. Las comunas pueden tener una o más ciudades, pueblos y aldeas dentro de su territorio.
La Constitución de Angola establece que los órganos del Estado se organizan respetando, entre otros, el principio de autonomía local, así como el de unidad e integridad territorial, implícito en la Constitución.

## Historia

### Período portugués
En 1861, la Angola portuguesa constaba de cinco distritos: Luanda, Benguela, Moçâmedes, Ambriz y Golungo Alto. Sus límites, de conformidad con las disposiciones de la Carta Constitucional portuguesa de 1826, y de conformidad con el tratado de alianza y amistad de 1810, el tratado del 22 de enero de 1815, y la Convención de 1817, eran: al norte a la latitud 5° 12′ S, y mucho más al norte según la primera derecha, y al sur a los 18°, por la costa que corre por el nornoroeste-sursureste.
En 1951, la colonia de Angola se convirtió en una provincia de ultramar de Portugal, una clasificación que continuó hasta la independencia de Angola en 1975.

### Después de la independencia
En la ley constitucional original de 11 de noviembre de 1975, la República Popular de Angola estaba dividida en provincias, concejos, comunas, círculos, barrios y asentamientos. Estas subdivisiones deberían ser autónomas, sin embargo esta descentralización no ocurrió de facto, ya que las autoridades administrativas de los consejos fueron todas nombradas por el Movimiento Popular de Liberación de Angola (MPLA).
La constitución de 1992 afirmó la existencia de las mismas subdivisiones señaladas en la Constitución anterior, sin embargo, reemplazó el término concejo, dándole el nombre municipio.

### Reformas
La reforma administrativa de las provincias de Bengo y Luanda, de conformidad con la Ley 29/11, de 1 de septiembre de 2011, y efectivo en 2019, cedió parte del territorio de Bengo a la provincia de Luanda, más precisamente los municipios de Ícolo e Bengo y Quissama, los dos municipios juntos tienen una población de alrededor de 100 mil habitantes.
En 2012, Bornito de Sousa, entonces ministro de administración territorial, admitió la posibilidad de una revisión administrativa de las provincias de Moxico y Cuando-Cubango, las dos más grandes en Angola, con el objetivo de facilitar la gestión administrativa, ya que algunos municipios se encuentran a más de 600 kilómetros de la capital de su provincia.
El 14 de agosto de 2024, la Asamblea Nacional de Angola aprobó una ley para crear tres nuevas provincias:
- La provincia de Cuando Cubango se dividió en las provincias de Cuando y Cubango;
- La provincia de Ícolo e Bengo se separó de la provincia de Luanda; y
- La provincia de Moxico Oriental se separó de la provincia de Moxico.

Esta ley entró en vigor con su publicación en el Diario Oficial de Angola el 5 de septiembre de 2024 y se prevé que entre en vigor en 2025.

## Listado
Angola está organizada en 21 provincias, que son la subdivisión de primer orden. La ciudad de Luanda, la capital del país, está ubicada en la provincia homónima, que es la más grande en población entre todas las provincias.
Cada provincia angoleña tiene un cierto grado de autonomía garantizado por la constitución.

### División provincial actual
En la siguiente tabla se enumeran las provincias de Angola con sus centros administrativos (el municipio que sirve como centro provincial) a principios de 2025. Como resultado de la nueva división administrativa regional, a la región de la capital angoleña, la provincia de Luanda, también se le ha asignado un municipio (en la práctica un distrito de Luanda), donde funciona la administración de esta provincia.
| Provincia       | Código ISO 3122-2 | Centro administrativo (municipio) | Municipios (2025) |
| --------------- | ----------------- | --------------------------------- | ----------------- |
| Bengo           | AO-BGO            | Dande                             | 12                |
| Benguela        | AO-BGU            | Benguela                          | 23                |
| Bié             | AO-BIE            | Cuíto                             | 19                |
| Cabinda         | AO-CAB            | Cabinda                           | 10                |
| Cuando          | ?                 | Mavinga                           | 9                 |
| Cuanza Norte    | AO-CNO            | Cazengo                           | 16                |
| Cuanza Sur      | AO-CUS            | Sumbe                             | 24                |
| Cubango         | ?                 | Menongue                          | 11                |
| Cunene          | AO-CNN            | Cuanhama                          | 14                |
| Huambo          | AO-HUA            | Huambo                            | 17                |
| Huíla           | AO-HUI            | Matala                            | 23                |
| Ícolo e Bengo   | ?                 | Catete                            | 7                 |
| Luanda          | AO-LUA            | Ingombota                         | 16                |
| Lunda Norte     | AO-LNO            | Dundo                             | 19                |
| Lunda Sur       | AO-LSU            | Saurimo                           | 14                |
| Malanje         | AO-MAL            | Malanje                           | 27                |
| Moxico          | AO-MOX            | Luena                             | 12                |
| Moxico Oriental | ?                 | Cazombo                           | 9                 |
| Namibe          | AO-NAM            | Moçâmedes                         | 9                 |
| Uíge            | AO-UIG            | Uíge                              | 23                |
| Zaire           | AO-ZAI            | Mbanza Kongo                      | 11                |
| Angola          | AO                | Luanda                            | 326               |

### División provincial antes de 2024
| Provincia      | Código ISO | Capital      | Área (km²) | Población (censo 2014) | Municipios | Comunas |
| -------------- | ---------- | ------------ | ---------- | ---------------------- | ---------- | ------- |
| Bengo          | BGO        | Caxito       | 15 506     | 356 641                | 6          | 23      |
| Benguela       | BGU        | Benguela     | 31 788     | 2 231 385              | 10         | 38      |
| Bié            | BIE        | Cuíto        | 70 314     | 1 455 255              | 9          | 39      |
| Cabinda        | CAB        | Cabinda      | 7270       | 716 076                | 4          | 12      |
| Cuando-Cubango | CCU        | Menongue     | 199 049    | 534 002                | 9          | 30      |
| Cuanza Norte   | CNO        | N'Dalatando  | 24 190     | 443 386                | 10         | 30      |
| Cuanza Sur     | CUS        | Sumbe        | 55 660     | 1 881 873              | 12         | 36      |
| Cunene         | CNN        | Ondjiva      | 89 342     | 990 087                | 6          | 20      |
| Huambo         | HUA        | Huambo       | 34 274     | 2 019 555              | 11         | 37      |
| Huíla          | HUI        | Lubango      | 75 002     | 2 497 422              | 14         | 37      |
| Luanda         | LUA        | Luanda       | 18 283     | 6 945 386              | 9          | 14      |
| Lunda Norte    | LNO        | Dundo        | 102 783    | 862 566                | 10         | 24      |
| Lunda Sur      | LSU        | Saurimo      | 45 649     | 537 587                | 4          | 14      |
| Malanje        | MAL        | Malanje      | 97 602     | 986 363                | 14         | 52      |
| Moxico         | MOX        | Luena        | 223 023    | 758 568                | 9          | 27      |
| Namibe         | NAM        | Moçâmedes    | 58 137     | 495 326                | 5          | 16      |
| Uíge           | UIG        | Uíge         | 58 698     | 1 483 118              | 16         | 44      |
| Zaire          | ZAI        | Mbanza Kongo | 40 130     | 594 428                | 6          | 25      |
| Angola         | AO         | Luanda       | 1 246 700  | 25 789 024             | 164        | 518     |